# Тит Флавий Норбан
Тит Флавий Норбан (на латински: Titus Flavius Norbanus) e преториански префект между 94 – 96 г. при император Домициан. Произлиза от фамилията Флавии, клон Норбан.
Назначен е заедно с Тит Петроний Секунд за преториански префект след Касперий Елиан. Подготвя заговор заедно с Домиция Лонгина, съпругата на Домициан, и колегата му Петроний Секунд против императора и участва в неговото убийство на 18 септември 96 г. През 97 г. император Нерва разрешава убийството на заговорниците.